# Red Bull RB12
Red Bull RB12 (полн. Red Bull Racing-TAG Heuer RB12) — гоночный автомобиль, разработанный компанией Red Bull Racing специально для участия в сезоне 2016 Формулы-1. Пилотами нового шасси стали гонщики команды Даниил Квят и Даниэль Риккардо, однако после Гран-при России руководство отправило Квята в команду Toro Rosso, а на его место оттуда перевели Макса Ферстаппена.

## Характеристики
RB12 является преемником RB11 и эволюцией предыдущей модели. Как и RB11, RB12 также прошла необходимые краш-тесты незадолго до начала первых тестов ещё перед началом сезона.
На RB12 установлен 1,6-литровый 6-цилиндровый двигатель от Renault с турбонаддувом, который по маркетинговым соображениям вышел под брендом часовой компании TAG Heuer.

### Внешний вид

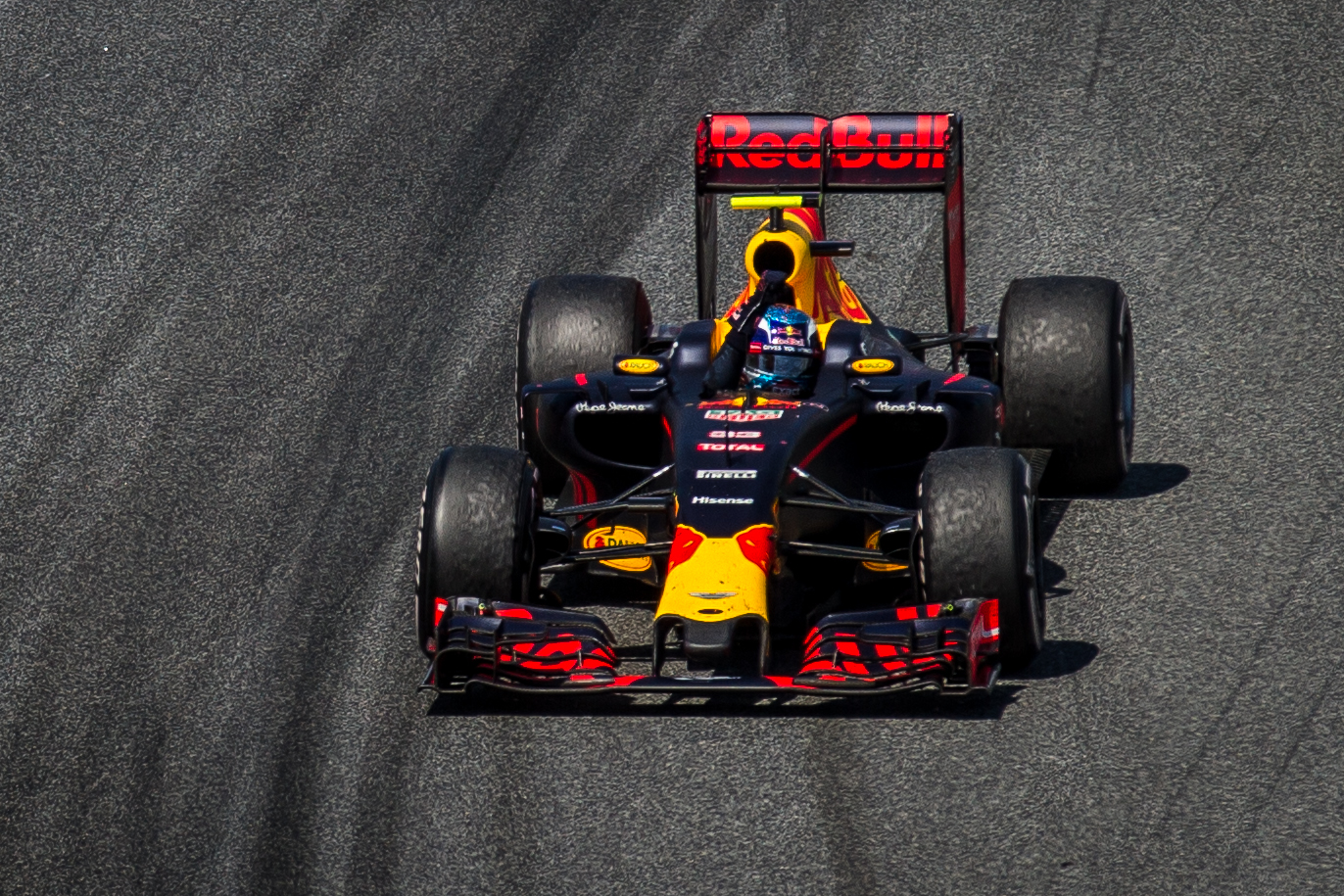
Макс Ферстаппен управляет RB12 после победы на гран-при Испании.

17 февраля в Лондоне была презентована раскраска RB12. Новая ливрея болида в значительной степени отличалась от раскрасок машин-предшественниц. Основной цвет болида сменился с синего и фиолетового на матовый чёрно-янтарный. Верхний воздухозаборник всё также украшает стилизованный рисунок красного быка — символа компании Red Bull GmbH. Сама надпись «Red Bull» перенесена на боковые понтоны машины и заднее антикрыло (на RB11 в этих местах располагался логотип Infiniti), на боковых лонжеронах появился логотип Puma. Также переднее и заднее антикрыло по бокам имеют надпись Total на красном фоне. Помимо этого на машину нанесены логотипы спонсоров Aston Martin, AT&T, EXNESS, Hisense, Rauch, Siemens и TAG Heuer.
Руководитель команды Кристиан Хорнер следующим образом отозвался о внешнем облике болида:
Наш подход к раскраске машин с годами менялся. Сейчас мы решили всё начать с чистого листа и попробовать реализовать более свежие идеи, чтобы придать облику RB12 большую агрессивность. Гонщики других команд сразу будут узнавать наш болид в зеркалах заднего вида. Машина выглядит по-новому, выглядит правильно, а то, что правильно выглядит, будет и правильно работать

## Сезон 2016

### Начало чемпионата
В первом гоночном уикенде сезона на Гран-при Австралии Квят и Риккардо показали хорошие результаты на новой машине во всех трёх сессиях свободных заездов. В квалификации Квят показал лишь восемнадцатое время из-за механических проблем с автомобилем, а Риккардо квалифицировался восьмым. В самом начале гонки в Альберт-Парке у болида Квята возникли электрические проблемы, из-за которых россиянин не смог стартовать, тогда как Риккардо по ходу гонки установил самый быстрый круг и финишировал четвёртым.

## Результаты выступлений
| Легенда к таблице |                                                                    |
| --- | ------------------------------------------------------------------ |
| В таблице перечислены результаты всех Гран-при Формулы-1, в которых использовался автомобиль. Строками таблицы являются сезоны, столбцами — этапы чемпионата мира. В каждой клетке указаны сокращённое название этапа и результат, дополнительно обозначенный цветом. Расшифровка обозначений и цветов представлена в нижеследующей таблице. |                                                                    |
| \| Пример \| Описание \| \| ------------ \| ------------------------------------------------------------------ \| \| 1 \| Победитель \| \| 2 \| Второе место \| \| 3 \| Третье место \| \| 5 \| Финишировал, заработав очки \| \| Сход \| Не финишировал, но при этом заработал очки \| \| 12 \| Финишировал, не получив очков \| \| НКЛ \| Финишировал, но не попал в финальную классификацию \| \| 15 \| Участвовал вне зачёта, либо по отдельной классификации \| \| 18 \| Не финишировал, но попал в финальную классификацию \| \| Сход \| Не финишировал \| \| НКВ \| Не прошёл квалификацию \| \| НПКВ \| Не прошёл предквалификацию \| \| ДСК \| Дисквалифицирован \| \| ИСК \| Исключён из протокола соревнований \| \| ТТ \| Заявлен для участия только в тренировках \| \| НС \| Участвовал в квалификации, но не стартовал в гонке \| \| Т \| Травмирован или болен \| \| ОТК \| Отказ от участия \| \| НТР \| Прибыл на соревнования, но на трассу не выезжал \| \| НПР \| Был заявлен в числе участников, но не прибыл к началу соревнований \| \| О \| Соревнования отменены \| \| \| Не участвовал \| \| Поул-позиция \| \| \| Быстрый круг \| \| |                                                                    |
| Пример | Описание                                                           |
| 1 | Победитель                                                         |
| 2 | Второе место                                                       |
| 3 | Третье место                                                       |
| 5 | Финишировал, заработав очки                                        |
| Сход | Не финишировал, но при этом заработал очки                         |
| 12 | Финишировал, не получив очков                                      |
| НКЛ | Финишировал, но не попал в финальную классификацию                 |
| 15 | Участвовал вне зачёта, либо по отдельной классификации             |
| 18 | Не финишировал, но попал в финальную классификацию                 |
| Сход | Не финишировал                                                     |
| НКВ | Не прошёл квалификацию                                             |
| НПКВ | Не прошёл предквалификацию                                         |
| ДСК | Дисквалифицирован                                                  |
| ИСК | Исключён из протокола соревнований                                 |
| ТТ | Заявлен для участия только в тренировках                           |
| НС | Участвовал в квалификации, но не стартовал в гонке                 |
| Т | Травмирован или болен                                              |
| ОТК | Отказ от участия                                                   |
| НТР | Прибыл на соревнования, но на трассу не выезжал                    |
| НПР | Был заявлен в числе участников, но не прибыл к началу соревнований |
| О | Соревнования отменены                                              |
| | Не участвовал                                                      |
| Поул-позиция |                                                                    |
| Быстрый круг |                                                                    |

| Год  | Шасси         | Мотор                            | Шины | Пилоты           | 1   | 2   | 3   | 4   | 5   | 6    | 7   | 8   | 9   | 10  | 11  | 12  | 13  | 14  | 15  | 16  | 17  | 18   | 19  | 20  | 21  | Место | Очки |
| ---- | ------------- | -------------------------------- | ---- | ---------------- | --- | --- | --- | --- | --- | ---- | --- | --- | --- | --- | --- | --- | --- | --- | --- | --- | --- | ---- | --- | --- | --- | ----- | ---- |
| 2016 | Red Bull RB12 | TAG Heuer (Renault RE16) 1,6 V6T | P    |                  | АВС | БАХ | КИТ | РОС | ИСП | МОН  | КАН | ЕВР | АВТ | ВЕЛ | ВЕН | ГЕР | БЕЛ | ИТА | СИН | МАЛ | ЯПО | США  | МЕК | БРА | АБУ | 2     | 468  |
| 2016 | Red Bull RB12 | TAG Heuer (Renault RE16) 1,6 V6T | P    | Даниэль Риккардо | 4   | 4   | 4   | 11  | 4   | 2    | 7   | 7   | 5   | 4   | 3   | 2   | 2   | 5   | 2   | 1   | 6   | 3    | 3   | 8   | 5   | 2     | 468  |
| 2016 | Red Bull RB12 | TAG Heuer (Renault RE16) 1,6 V6T | P    | Даниил Квят      | НС  | 7   | 3   | 15  |     |      |     |     |     |     |     |     |     |     |     |     |     |      |     |     |     | 2     | 468  |
| 2016 | Red Bull RB12 | TAG Heuer (Renault RE16) 1,6 V6T | P    | Макс Ферстаппен  |     |     |     |     | 1   | Сход | 4   | 8   | 2   | 2   | 5   | 3   | 11  | 7   | 6   | 2   | 2   | Сход | 4   | 3   | 4   | 2     | 468  |